# Перђине Валдарно
Перђине Валдарно (итал. Pergine Valdarno) је насеље у Италији у округу Арецо, региону Тоскана.
Према процени из 2011. у насељу је живело 577 становника. Насеље се налази на надморској висини од 368 м.

## Становништво
Према резултатима пописа становништва 2011. у општини је живело 3.218 становника.
| 1931. | 1936. | 1951. | 1961. | 1971. | 1981. | 1991. | 2001. | 2011. |
| ----- | ----- | ----- | ----- | ----- | ----- | ----- | ----- | ----- |
| 3.046 | 3.054 | 3.099 | 2.827 | 2.563 | 3.026 | 3.182 | 3.111 | 3.218 |

## Партнерски градови
- Перђине Валсугана
- Mimet
- Boujdour